# Valentine de Riquet de Caraman-Chimay
Pour les articles homonymes, voir Riquet et Caraman (homonymie).
La comtesse Valentine de Riquet de Caraman qui fut à la suite de ses deux mariages princesse Paul de Bauffremont, puis princesse Georges Bibesco, est née le 15 février 1839 et morte le 25 août 1914.
Fille de Joseph de Riquet de Caraman (1808-1886), prince de Chimay et de la princesse, née Émilie Pellapra, comtesse de Brigode (1806-1871). Elle épouse (18 avril 1861) Paul, prince de Bauffremont. Le couple aura deux filles : Catherine (née en 1862), Jeanne (née en 1864). Divorcée en 1875, elle se remarie la même année avec le prince Georges Bibesco. De cette union naîtront trois enfants : Georges, Nadège (princesse Stirbey), Georges-Valentin (1880-1941).

## Biographie
Mariée à vingt-deux ans avec le prince Paul de Bauffremont, alors qu’elle était éprise d’Antoine de Noailles, duc de Mouchy, et aimait la vie mondaine, elle se retrouve dans une ville de garnison. Elle obtient en 1874 la séparation de corps et la garde de ses deux filles.
Pour épouser son chevalier servant, le prince Georges II Bibesco, rencontré vers 1860, elle se fait naturaliser en 1875 dans le duché de Saxe-Altenbourg, dans lequel la loi locale autorisait le divorce, encore interdit en France, et se remarie le 24 octobre 1875 à Berlin.
Le prince de Bauffremont obtint du tribunal civil de la Seine un jugement (10 mars 1876) prononçant la nullité de ce mariage et retirant à la princesse la garde de ses enfants, jugement confirmé par la cour d’appel de Paris (27 juillet 1876), puis par la Cour de cassation. Un arrêt de la cour d’appel de Paris enjoignit à la princesse de rendre les enfants sous astreinte de 1 000 francs par jour. Au bout d’un an de résistance, le montant de l’astreinte atteignait 300 000 francs : Bauffremont fit liquider l’astreinte et saisir le château de Menars (Loir-et-Cher), que la princesse avait hérité de sa mère en 1871. Le château fut vendu aux enchères le 16 juillet 1876.
Ce scandale retentissant exposait le ménage Bibesco à l’ostracisme des gens du monde : ils cessèrent d’être reçus à la cour de Berlin, furent radiés de l’Almanach de Gotha, et durent s’établir en Roumanie, pays d’origine des Bibesco, que la princesse détesta profondément. Elle refusa cependant que son mari se porte candidat au trône de Bulgarie, comme l’y poussaient Léon Gambetta et Juliette Adam.